# 승리의 뜰
승리의 뜰은 한국에서 제작된 방한준 감독의 1940년 영화이다. 최운봉 등이 주연으로 출연하였고 이창용 등이 제작에 참여하였다.

## 출연

### 주연
- 최운봉
- 전택이
- 김한
- 독은기

## 제작진
- 녹음: 양주남